# Gunther Matejka

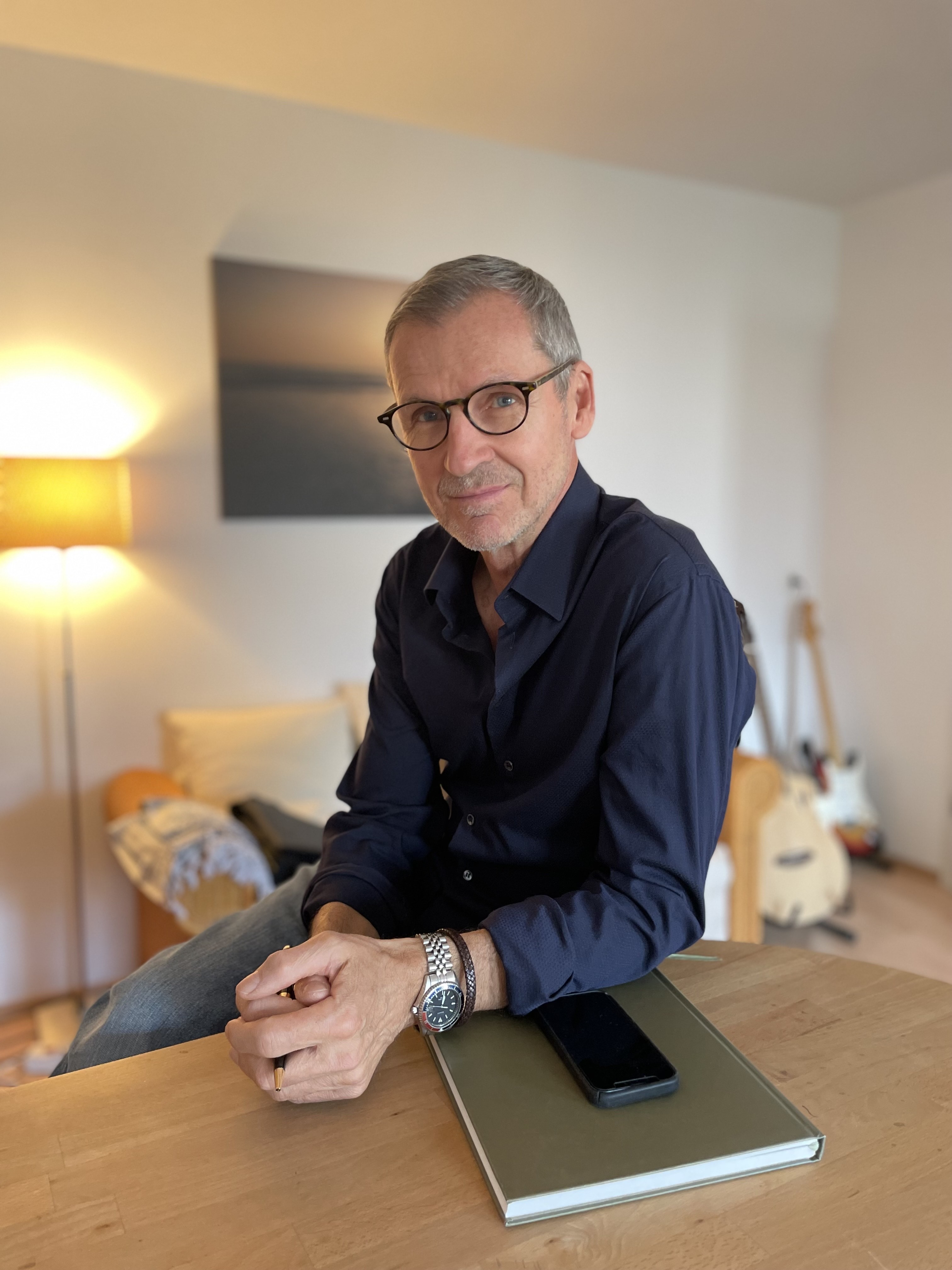
Gunther Matejka (2024)

Gunther Georg Matejka (geboren in Kößlarn) ist ein deutscher Journalist, Autor und Sammler.

## Leben
Gunther Matejka wuchs im niederbayerischen Kößlarn auf. Nach seinem Abitur an der Fachoberschule Pfarrkirchen absolvierte er in München eine Ausbildung zum Werbekaufmann. Anschließend volontierte er 1987 im MVG Verlag München, berufsbegleitend studierte er an der Bayerischen Akademie für Werbung, München. Im April 1990 schloss er das Studium als Kommunikationswirt BAW ab.
Matejka ist Vater einer Tochter.

## Berufliches Wirken
Im April 1990, noch vor Abschluss seines Studiums, übernahm Matejka die Position des Redaktionsleiters der Point-of-Sale-Magazine Music Live, Music Shop und Formel Eins für den MVG Verlag, bei dem er bereits volontiert hatte. Darüber hinaus schrieb er freiberuflich für das Magazin Musikexpress. Nach einer Zwischenstation bei der Jugendzeitschrift Popcorn, wechselte er 1993 zum Entertainment Media Verlag, wo er als Gründungsredakteur das Branchenmagazin Musikwoche aus der Taufe hob. Noch im selben Jahr begann er seine Karriere als Musikredakteur, so etwa für den SZV-Verlag das Magazin Live in Concert als Geschäftsführender Redakteur. Beiträge von Matejka, darunter zahlreiche Titelgeschichten, sind in Magazinen wie Musikexpress, Musikwoche, Marie Claire, Focus, Süddeutsche Zeitung, Galore, Max und im News-Kanal der Deutschen Presse-Agentur zu finden.
Im Jahr 1997 übernahm Matejka die Chefredaktion des Fachmagazins Soundcheck, das er bis Mitte 2000 leitete. Während seiner Zeit als Chefredakteur übernahm der Verlag das Fachblatt Musikmagazin, das in Soundcheck eingegliedert wurde. Im Mai 2000 gründete er das in München ansässige snapshot-Redaktionsbüro. 2001 war er verantwortlicher Redakteur bei Leuchten Pro-In. Fachmagazin für Beleuchtung, Licht und Gebäudetechnik, das bei PPV Medien in Bergkirchen verlegt wurde. Im Jahr 2002 war er für das von Peter Maffay herausgegebene Tabaluga-Magazin Chefreporter. Im Anschluss, in den Jahren 2002 bis 2007, war er als Co-Chefredakteur der deutschen Ausgabe des Ikea-Kundenmagazins room tätig. Von 2014 bis 2016 war er Redaktionsleiter, ab 2016 Chefredakteur und ab Oktober 2016 Herausgeber des Magazins Das Musikinstrument, das ebenfalls im PPV-Verlag erschien. 2018 konzipierte er gemeinsam mit Walter Wehrhan für den MM-Musik-Media-Verlag das Branchenblatt Musical Merchant, das er auch als Co-Chefredakteur verantwortete.
Ende 2018 übersiedelte er mit seinem Büro nach Hamburg. In diesem Rahmen ist er als Autor, Reporter oder verantwortlicher Redakteur für verschiedene Verlage tätig. Für Axel Springer SE konzipierte und verantwortete er die Publikumszeitschrift Rookie. Darüber hinaus arbeitet er für Musikfestivals wie die Ingolstädter Jazztage, das Tønder Festival in Dänemark, das Nuejazz-Festival in Nürnberg und für andere kulturelle Einrichtungen.
Neben seiner journalistischen Arbeit hat sich Gunther Matejka auch als Sammler einen Namen gemacht. Am 13. Februar 2015 war er in diesem Zusammenhang als Talkgast auf die Blaue Couch bei Mensch Otto – Mensch Theile mit Thorsten Otto und Mareike Theile geladen. Er verfügt über eine über 350 Exponate zählende Sammlung von handgezeichneten Musiker-Selbstporträts. Auszüge aus der Sammlung wurden 2005–2006 im Rock’n’popmuseum in Gronau, 2014–2015 in der Städtischen Galerie im Leeren Beutel in Regensburg und 2022 im Clemens Sels Museum Neuss ausgestellt.

## Publikationen

### Artikel (Auswahl)
- Elvis Presley. In: Das Erbe unserer Welt. National Geographic Supplement. Nr. 1/2017, S. 30–51.
- Paris – Creating Future. In: Quality Magazine. Nr. 70, Heft 6–9, 2019, S. 82–89.
- Für immer König. In: Mittelbayerische Zeitung. Wochenendausgabe Nr. 7/2020. Online-Ausgabe vom 31. Januar 2020.
- Going South – Mit ganzer Seele. In: America Journal. Nr. 2/2020, S. 38–40.
- Die Krise – und ihre Chancen. In: Virtuos. Das Mitglieder-Magazin der GEMA. Nr. 3/2020, S. 10–15. Online als pdf.
- Georg Ringsgwandl wird 75 und kein bisschen leise. In: Neue Musikzeitung – nmz.de (dpa) vom 7. November 2023, Abruf am 18. Mai 2024.
- Pink Floyd: Fifty Years No Change – 50 Jahre Pink Floyds „Dark Side Of The Moon“. In: Max. Nr. 1/2023, S. 88–93.
- An der Ladestation mit Rüdiger „Rüde“ Linhof.  In: Arrive – Das Automagazin für die Mobilität der Zukunft. Nr. 4/2023, S. 58–61.

### Sachbuch
- 2001: zus. mit Thomas Hammerl und Marcel Schickner: Der Musikmarkt. Hitparaden Jahrbuch 2000. Keller Verlag, Starnberg 2001, ISBN 978-3-7808-0175-3.
- 2002: Musiker-Selbstportraits. Voggenreiter Verlag, Bonn 2002, ISBN 978-3-8024-0439-9.
- 2004: zus. mit Hans-Dieter Hermann: Casting Facts. Voggenreiter Verlag, Bonn 2004, ISBN 978-3-8024-0489-4.

## Diskografie (als Texter)
- 1994: Die Rivieras: Jukebox. In: Der wahre Grand Prix – Neue deutsche Schlager '94, BSC Music.
- 2000: Franziska Kleinert: Du bist am Zug. In: Alles was ich seh’, Deshima Records.

## Referenzen
1. ↑  Gunther Matejka: Mein Passau. In: daserbeunsererwelt.com. 1. April 2012, abgerufen am 18. April 2021.
2. ↑  Impressum. In: Music Shop. Nr. 1. Brisas Verlag AG, Glarus (Schweiz) 1990, S. 20.
3. ↑  Musiker-Selbstportraits von Gunther Matejka. In: tamtammusic.de. Peter Buschka, abgerufen am 18. April 2021.
4. 1 2  Manfred Gillig: MusikWoche startet als Erster live.biz und live.daily. In: beta.musikwoche.de. Creative Base, 16. Juni 2005, abgerufen am 18. April 2021.
5. ↑  Impressum. In: Live in Concert. Nr. 12/96, S. 47.
6. ↑  Gunther Matejka: Autorbiografie: Gunther Matejka. In: musiker-selbstportraits.de. Abgerufen am 19. Januar 2022.
7. ↑  Frühling 2012 - Albert Einstein. Abgerufen am 14. April 2021.
8. ↑  Impressum. In: Leuchten Pro-In. Nr. 6/7, 2001, S. 34.
9. ↑  Impressum. In: Tabaluga-Blatt. Nr. 1, 2002.
10. ↑  Impressum. In: Ikea Room. Nr. 9–11, 2002, S. 3.
11. ↑  Impressum. In: Das Musikinstrument. Nr. 9/16, S. 53.
12. ↑  Impressum. In: Das Musikinstrument. Nr. 11/16, S. 53.
13. ↑  Neues Branchenmagazin – Musical Merchant: Neue Impulse für den MI/Pro-Markt. In: event-partner.de. 18. Dezember 2017, abgerufen am 18. Mai 2024.
14. ↑  Gunther Matejka, Walter Wehrhan: Musical Merchant liefert den Groove für ein erfolgreiches Business! In: musikmedia.de. Ebner Media Group, 22. Februar 2018, abgerufen am 18. April 2021.
15. ↑  Daniel Koch: Neues Country-Magazin „ROOKIE“: 5 Fragen an Redaktionsleiter Gunther Matejka. In: rollingstone.de. 11. September 2012, abgerufen am 18. April 2021.
16. ↑  Ein Fall für Hobby-Psychologen. In: focus.de. 13. November 2013, abgerufen am 18. April 2021.
17. ↑  Blaue Couch. In: theile3.rssing.com. 13. Februar 2015, abgerufen am 19. Januar 2022.
18. ↑  Gunther Matejka – Musiker-Selbstportraits. In: pianelli.de. Pianelli Music-Store, abgerufen am 18. April 2021.
19. ↑  che: Rock'n'Popmuseum Gronau: Wie Popstars sich selbst sehen. In: stern.de. 13. Dezember 2005, abgerufen am 13. Mai 2024.
20. ↑  Music journalist Gunther Matejka presents a self-portrait of American rock legend Alice... In: agefotostock.com. Abgerufen am 18. April 2021 (englisch).
21. ↑  „Me as Mickey Mouse“: Wenn Musiker zum Zeichenstift greifen. In: s-quin-magazin.de. 8. Juli 2022, abgerufen am 16. Mai 2024.

| Personendaten    | Personendaten                               |
| ---------------- | ------------------------------------------- |
| NAME             | Matejka, Gunther                            |
| ALTERNATIVNAMEN  | Matejka, Gunther Georg (vollständiger Name) |
| KURZBESCHREIBUNG | deutscher Journalist, Autor und Sammler     |
| GEBURTSDATUM     | vor 1987                                    |
| GEBURTSORT       | Kößlarn                                     |